# Киевский бронетанковый завод

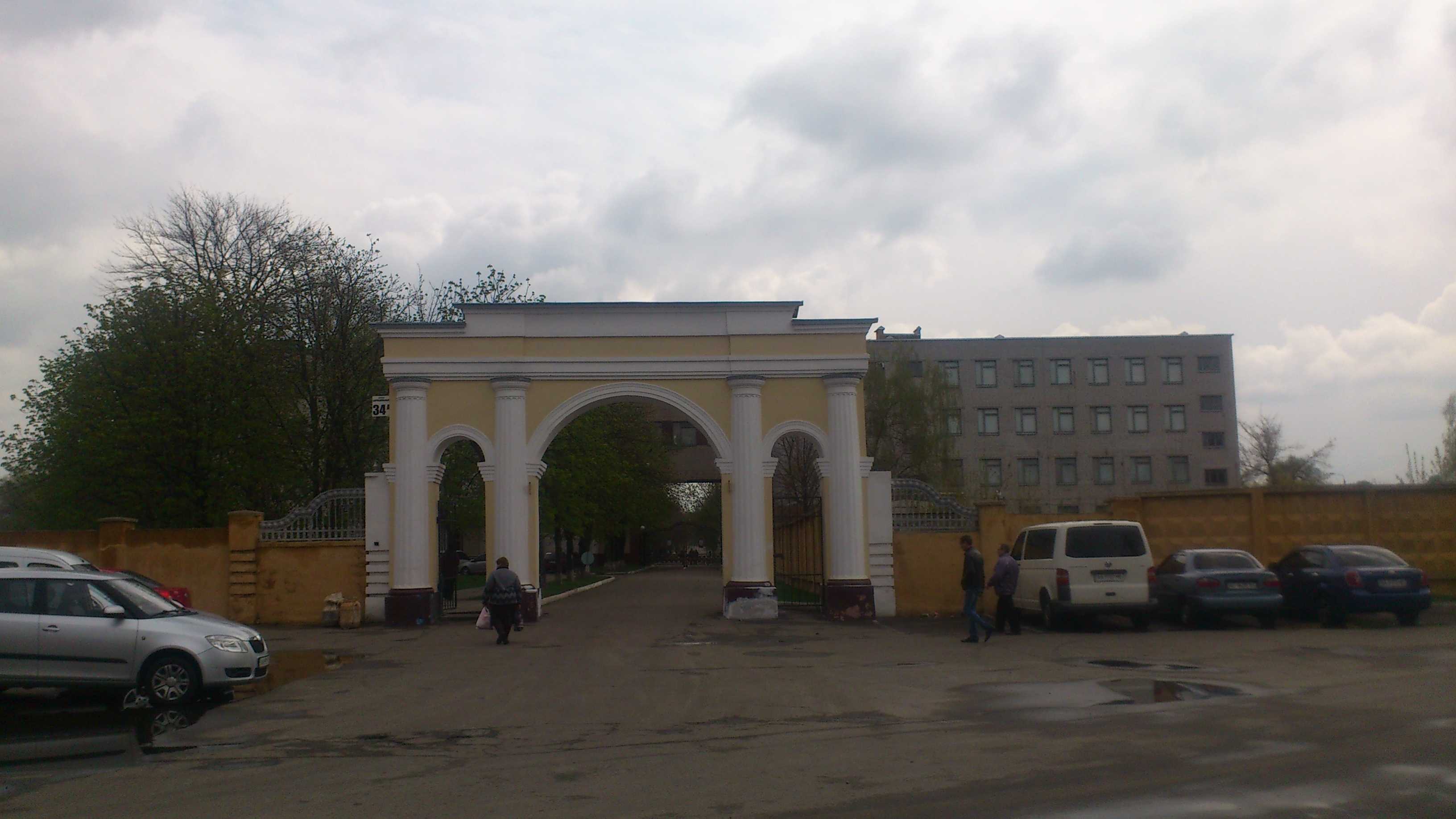
Центральная проходная завода

Киевский бронетанковый завод (укр. Київський бронетанковий завод) — государственное предприятие бронетанковой промышленности Украины, которое осуществляет диагностику, ремонт, техническое обслуживание, переоборудование и модернизацию бронетехники советского производства.

## История
Танкоремонтный завод № 7 был создан в 1935 году.
В 1982 году на заводе были введены в строй дополнительные мощности по производству запасных частей к тракторам.
В 1989 году завод выполнил необычный заказ - рабочие и специалисты выполнили капитальный ремонт тяжёлого танка ИС-3 1944 года выпуска (который был подарен королевскому военному музею в Бельгии правительством СССР в связи с 45-летним юбилеем победы во второй мировой войне).

### После 1991
После провозглашения независимости Украины, бронетанковый ремонтный завод был передан в подчинение министерства обороны Украины и переименован в «Киевский бронетанковый ремонтный завод».
Весной 2001 года на выставке вооружений IDEX-2001 заводом был представлен демонстрационный образец модернизированного бронетранспортёра БТР-80 — БТР-3 с боевым модулем КБА-105 «Шквал».
В апреле 2003 года завод получил право продажи на внутреннем рынке страны избыточного военного имущества вооружённых сил Украины, предназначенного для утилизации.
26 июля 2006 Кабинет министров Украины преобразовал завод в государственное коммерческое предприятие.
В 2008 году завод имел возможность:
- производить капитальный ремонт и модернизацию танков Т-55, Т-62, Т-64, Т-72, гусеничных минных раскладчиков, самоходных шасси для артиллерийских систем 2С3 «Акация», 2C4 «Тюльпан» и 2С5 «Гиацинт» и самоходного шасси ЗРК «Круг», а также бронетранспортёров БТР-70, БТР-80 и машин на их базе[1]
- производить ремонт танковых двигателей всех типов[1]

Кроме того, в 2008 году завод осваивал производство нового бронетранспортёра БТР-3У.
После создания в декабре 2010 года государственного концерна «Укроборонпром», в соответствии с постановлением Кабинета министров Украины № 53 от 19 января 2011 года завод был включён в состав концерна. В дальнейшем, «Киевский бронетанковый ремонтный завод» был переименован в «Киевский бронетанковый завод».
В июне 2011 года был заключён контракт на поставку для Эфиопии 200 танков Т-72 из наличия вооружённых сил Украины, часть танков была модернизирована на Киевском бронетанковом заводе до уровня Т-72УА1 (с новым двигателем 5ТДФМА-1 и комплектом динамической защиты «Нож»)
В сентябре 2012 года завод отремонтировал и передал киевскому спецподразделению «Беркут» МВД Украины один бронетранспортёр БТР-80.
Также, в 2012 году завод подписал меморандум о сотрудничестве с бельгийской компанией «CMI Defence»:
- в феврале 2013 года на выставке вооружения «IDEX-2013» завод представил демонстрационный образец бронетранспортёра БТР-3Е1 с башней CSE 90LP производства «CMI Defence»[11].
- в 2014 году завод представил демонстрационный образец бронетранспортёра БТР-3Е CPWS-30 с боевым модулем CPWS-30 бельгийской компании «Cockerill»[12]

В дальнейшем, на базе БТР-3Е1 завод разработал:
- 81-мм самоходный миномёт БТР-3М1 (представлен весной 2012 года)[13]
- противотанковый БТР-3РК, вооружённый ПТРК «Барьер» (представлен в июне 2013 года)[14]
- 120-мм самоходный миномёт БТР-3М2 (представлен в ноябре 2013 года)

В ноябре 2013 года министерство обороны Украины выявило нарушение законодательства в деятельности руководства завода, которое присвоило 57 единиц стрелкового оружия и вооружило им команду вневедомственной охраны завода.

### После 22 февраля 2014

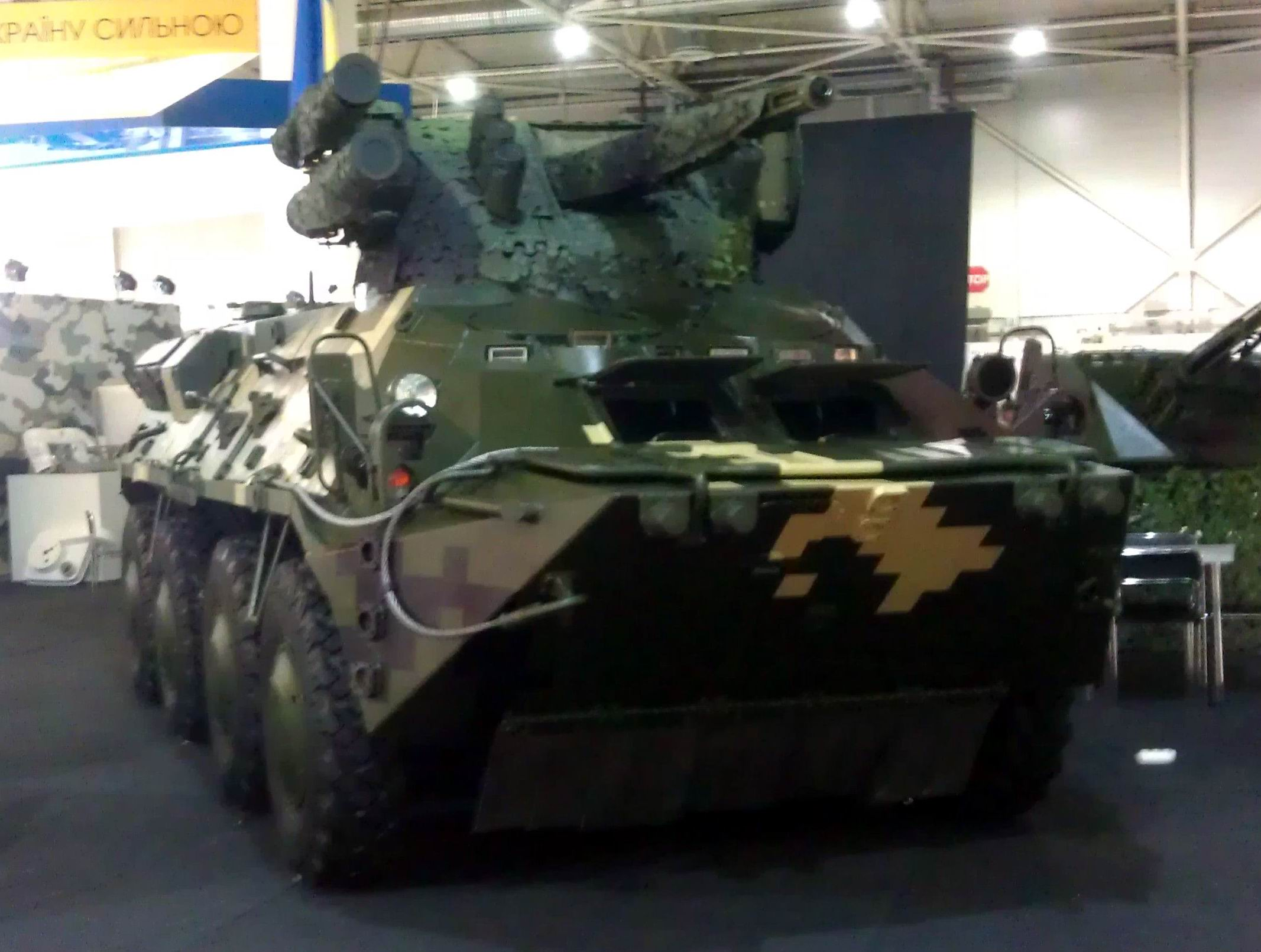
Бронетранспортер БТР-3Е на стенде Киевского бронетанкового завода. Выставка «Зброя та безпека», Киев, сентябрь 2015 г.

Весной 2014 года завод был привлечён к выполнению военного заказа по восстановлению и ремонту бронетехники вооружённых сил Украины. После начала боевых действий на востоке Украины объём работ по выполнению военного заказа был увеличен.
- в начале апреля 2014 ГК «Укроборонпром» принял решение передать Национальной гвардии Украины пять выпущенных заводом БТР-3Е[16]
- 8 апреля 2014 завод начал ремонт и восстановление пяти БТР-80 (один из которых запланировано модернизировать)[17]
- 25 июня 2014 завод передал Национальной гвардии ещё пять БТР-3Е, оснащённых решётчатыми противокумулятивными экранами[18]

В июне 2014 года сотрудники прокуратуры начали проверку деятельности завода, в результате которой были выявлены нарушения (на предприятии украли деталей на сумму свыше 2,3 млн гривен, растратили другого имущества на сумму 1,4 млн гривен и не обеспечили сохранение трёх танков стоимостью свыше 600 тыс. гривен). 12 августа 2014 в результате проверки деятельности завода сотрудниками прокуратуры было установлено, что руководство завода отремонтировало и осуществило предпродажную подготовку семи принадлежавших министерству обороны Украины танков Т-72, находившихся на хранении на заводе, с целью продажи на внешнем рынке, не поставив в известность о своих действиях министерство обороны Украины. Кроме того, было установлено отсутствие одного танка Т-72, в результате хищения которого министерству обороны Украины был нанесён материальный ущерб в размере 200 тыс. гривен. На следующий день, 13 августа 2014 года, директор завода был арестован.
Тем не менее, в июле 2014 года «Укроборонсервис» выделил заводу ещё 5 млн гривен на ремонт двигателей и дизель-генераторов.
29 августа 2014 заместитель главы «Укроборонпрома» Сергей Пинькас сообщил, что «Укроборонпром» намерен перевести предприятия концерна на трёхсменный график работы, чтобы повысить производительность на 40 %.
23 октября 2014 «Укроборонпром» объявил о намерении унифицировать работу заводов по производству бронетехники.
В начале ноября 2014 генеральная прокуратура Украины сообщила, что в результате проверки деятельности завода военной прокуратурой было установлено отсутствие узлов и агрегатов к танкам и другим гусеничным машинам на общую сумму 7 млн гривен. Принадлежавшие министерству обороны запасные части и агрегаты были утрачены при неустановленных обстоятельствах в период с 2002 по 2014 год. Ещё 12 млн гривен было похищено под видом перечисления оплаты за поставку 20 корпусов для бронетранспортёров БТР-3Е подставной одесской компании «Спец-Ком-Юг», а общая стоимость похищенных государственных средств оценивается в 30 млн гривен.
6 декабря 2014 вооружённым силам Украины передали партию техники, в составе которой были танки Т-72UA.
16 декабря 2014 было объявлено, что заводу выделено 38,22 млн гривен на ремонт и модернизацию танков Т-64Б до уровня Т-64БВ и ремонт БТР-70
29 декабря 2014 было объявлено, что завод (на котором в три смены и без выходных работают 950 работников) обеспечивает ремонт «почти 30 % всей повреждённой техники из зоны АТО»
В феврале 2015 завод выполнял восстановление техники, повреждённой в ходе боевых действий, осуществлял модернизацию танков Т-72 и Т-64 и продолжал выпуск бронетранспортёров БТР-3Е.
2 апреля 2015 и. о. директора завода Владислав Лисица сообщил в интервью, что завод ремонтирует треть техники, повреждённой в зоне боевых действий на востоке Украины, однако имеет место нехватка запчастей российского производства.
В конце апреля 2015 завод отремонтировал и передал батальону МВД «Золотые ворота» одну БРДМ-2 (на которую также установили решётчатые противокумулятивные экраны).
14 августа 2015 завод представил новый вариант бронетранспортёра — БТР-3Е1У (созданный на базе БТР-3Е1)
1 сентября 2015 директор КБТЗ сообщил, что с начала января до конца августа 2015 завод изготовил, отремонтировал и восстановил 78 единиц военной техники — 25 танков Т-64 и 53 бронетранспортёра (27 шт. БТР-3Е, 14 шт. БТР-3, 2 шт. БТР-80 и 10 шт. БТР-70).
7 октября 2015 пресс-служба ГК «Укроборонпром» сообщила, что с начала года завод изготовил и отремонтировал «почти 80 единиц бронетехники» и общая стоимость выполненных работ составляет 164,4 млн гривен.
26 ноября 2015 было объявлено о начатых ГК «Укроборонпром» переговорах по вопросу о возможности установки оптико-электронных систем производства турецкой компании «Aselsan A.Ş.» и оптики производства польской компании «PSO S.A.» на бронетехнику, выпускаемую Киевским бронетанковым заводом.
Всего в 2015 году завод отремонтировал почти 100 единиц бронетехники для вооружённых сил и Национальной гвардии Украины (танки Т-64, бронетранспортеры БТР-3Е, БТР-80 и БТР-70) общей стоимостью свыше 160 млн гривен, а также производил запчасти. Среди выпущенной для министерства обороны Украины техники были два бронетранспортёра БТР-3ДА (один БТР-3ДА и один БТР-3ДА/70).
16 мая 2015 года завод передал Национальной гвардии Украины первую партию бронетранспортёров БТР-3Е1Д в количестве шести машин.
За первое полугодие 2016 года завод изготовил 22 бронетранспортёра БТР-3Е1. 12 августа 2016 было объявлено, что на выпускаемые заводом БТР-3 для украинской армии будут устанавливать немецкие дизельные двигатели Deutz и импортные радиостанции «Harris» стандарта НАТО.
В декабре 2016 года на заводе был смонтирован новый цех по сборно-сварному производству, предназначенный для изготовления корпусов БТР-3.
Всего за 2016 год завод изготовил свыше 50 бронетранспортёров БТР-3 и отремонтировал около 140 единиц бронетанковой техники и тяжёлого вооружения.
В августе 2017 года завод представил демонстрационный образец модернизации танка Т-72А до уровня Т-72АМТ (в ходе которой на танк установлены комплект динамической защиты «Нож», прибор спутниковой навигации, новые цифровые радиостанции «Aselsan» турецкого производства и «Либідь К2» украинского производства, а также решетчатые противокумулятивные экраны). В сентябре 2017 завод выполнил работы по установке боевого модуля «Штурм-М» на бронемашину «Отаман», построенную киевской компанией НПО «Практика» на шасси БТР-60.
15 ноября 2018 года завод передал в войска три модернизированных танка Т-72 (одним из которых был модернизированный командирский танк Т-72К) и пять БТР-3. В это же время завод завершил изготовление первого экспериментального бронекорпуса БТР-3ДА из импортной стали.
В апреле 2019 года завод представил командно-штабную машину БТР-3КШ.
Утром 16 апреля 2022 года в результате российского ракетного удара был уничтожен цех Киевского бронетанкового завода, в котором осуществлялся ремонт военной техники.